# Centro de processamento de dados

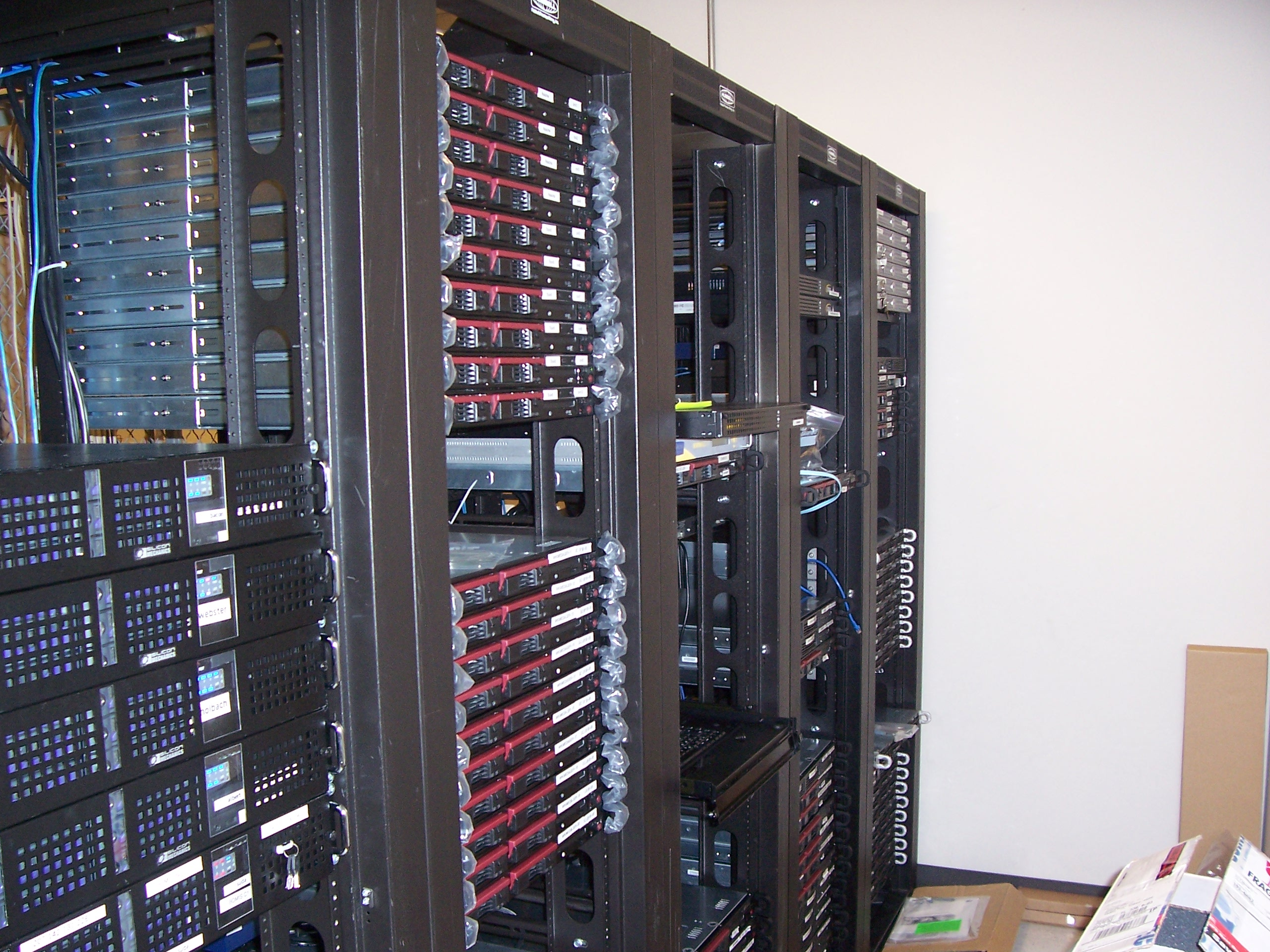
Interior de um centro de processamento de dados em Tampa, Estados Unidos.

Um centro de processamento de dados (CPD), também conhecido como data center, é um local onde estão concentrados os sistemas computacionais de uma empresa ou organização, como um sistema de telecomunicações ou um sistema de armazenamento de dados, além do fornecimento de energia para a instalação.

## História
Com o advento da computação moderna, entre o fim do século XIX e começo do século XX, começou-se a precisar de mais espaço físico para os computadores. Aproveitando-se da disponibilidade da energia elétrica, universidades, empresas e outros tipos de organizações instalavam seus primeiros computadores. Os primeiros computadores eram responsáveis por ler e gravar dados em cartões perfurados.

## Segurança
A segurança nos CPDs é a que se encarrega de socorrer pontos fracos da infraestrutura, tanto lógica como física do nosso Centro de Processamento de Dados. A segurança está dividida em dois pontos: física e lógica.

### Segurança física
A segurança física é a encarregada de evitar problemas tangíveis: inundações, lume, erros no abastecimento de eletricidade, roubos…
- É obrigatório ter os extintores adequados em caso de incêndio.
- Ter um sistema SAI (Sistema de Alimentação Ininterrumpida).
- Ter câmeras de segurança para poder detectar os ladrões.
- Ter um correto sistema de identificação para o acesso.
- Ter grelha de protecção resistente a arrombamentos como gaiola para servidor[6]
- Os CPDs devem ter um piso elevado, para evitar inundações e também para possibilitar a passagem de cabos elétricos e de dados.
- Deve ter um bom sistema de refrigeração para evitar o superaquecimento dos equipamentos.

### Segurança lógica
A segurança lógica é a encarregada de evitar possíveis problemas e tem dois objetivos principais:
- Garantir que a informação, a que se accede, empregue procedimentos corretos e seguros.
- Restringir o acesso a arquivos e programas por parte de usuários e usuárias sem a autorização correspondente.

### Técnicas de segurança
Para proteger o CPD podemos encontrar dois tipos de técnicas de segurança: segurança ativa e passiva.

#### Segurança Ativa
A Segurança Ativa se encarrega de jeito diário de evitar que o sistema computacional sofra algum ataque. Para isto, há muitos métodos de segurança física, alguns exemplos são:
- O uso de um antivírus atualizado:
- Fazer revisões periódicas em busca de software suspeito.
- Empregar softwares de segurança como são os firewalls ou anti-espião.
- Encriptar os dados importantes.
- Empregar contrasinais seguros.
- Ter usuários auxiliares. Em caso de se bloquear um usuário devido a um vírus, pode-se empregar outro de respaldo.

#### Segurança Passiva
A Segurança Passiva encarrega-se de diminuir os danos provocados por malware, um acidente ou um usuário.
- Criar partições do disco rígido para armazenar arquivos e cópias de seguridade noutro equipamento.
- Fazer escaneamentos completos dos nossos computadores.
- Verificar o correto funcionamento do próprio antivírus.
- Fazer uma correta gestão de permissões.
- Recuperar a informação perdida ou dada mediante os backups previamente realizados.

Normalmente projetados para serem extremamente seguros, abrigam milhares de servidores e bancos de armazenamento de dados, processando grande quantidade de informação.
Montados num salão protegido contra acesso indevido,  tem piso elevado para possibilitar a passagem de cabos elétricos e de dados, armários metálicos (racks), onde são montados os equipamentos e um ambiente totalmente controlado.
Contam com sistemas de extinção de incêndios, sistema inteligente de detecção precoce de fumo e extinção de incêndio com gás inerte, para não afetar os equipamentos. O acesso é controlado por cartões eletrônicos e/ou biometria, monitorização permanente, acesso por porta-eclusa. Ar-condicionado de precisão com monitorização constante, mantém a temperatura constante, resfriando os equipamentos. Ambiente operacional monitorizado permanentemente, em todos os aspectos, físicos e lógicos.

## Energia

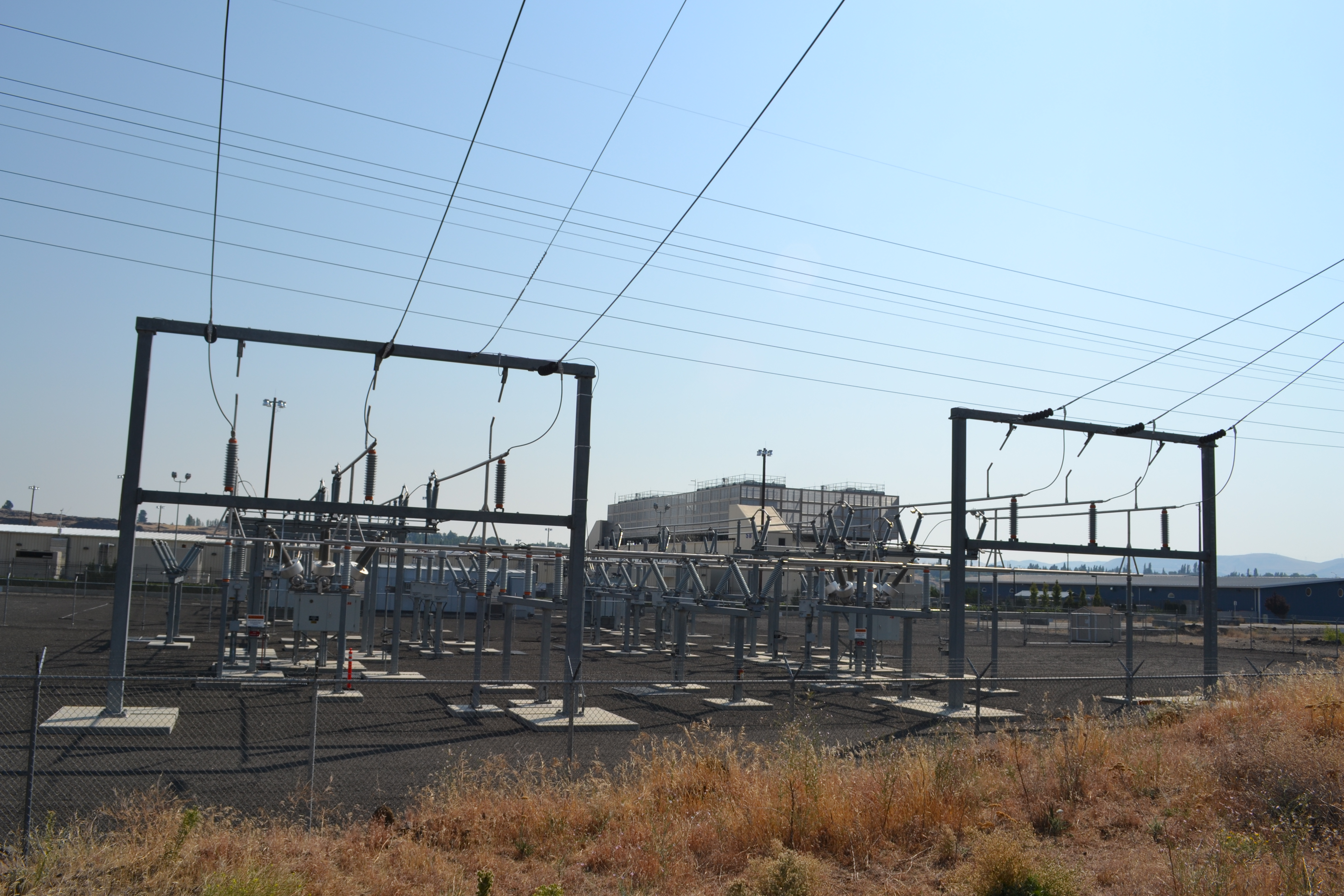
Esta imagem mostra uma subestação elétrica que alimenta um centro de processamento de dados, ilustrando a infraestrutura de energia essencial para a operação contínua e eficiente de data centers, destacando a importância do fornecimento elétrico estável para o funcionamento ininterrupto de grandes volumes de processamento e armazenamento de dados.

O abastecimento de energia,  além da concessionária local, usa geradores de energia de grande capacidade e fonte de alimentação ininterrupta (também comumente chamados de UPS ou no-breaks) de grande porte, montados em salas anexas, para manter os equipamentos ligados, mesmo em caso de queda no fornecimento. CPDs consomem  até cem vezes mais energia que um escritório comum.

## Centro de Processamento de Dados Virtual
Além dos tradicionais data centers, outra modalidade de processamento de dados passou a ser utilizada mais recentemente: o data center virtual (DCV).
Derivado da computação em nuvem, ele é responsável por fazer a integração de toda a tecnologia da empresa, simulando, em um ambiente digital, o funcionamento de um conjunto de servidores físicos.
Dentro da sua gama de funcionalidades, o DCV permite que o usuário controle recursos de rede, software e storage, utilizando-se de uma camada adicional de gestão. Dessa forma, as políticas de controle poderão ser aplicadas para manter o sistema sempre interconectado.
Na prática, essa virtualização faz com que os componentes do sistema funcionem, apesar de armazenados em locais físicos distintos, como se estivessem interligados de maneira natural. 

### Benefícios
Existem vários benefícios adquiridos em virtude do uso do data center virtual, em detrimento do físico:
- Escalabilidade - garante à empresa uma performance contínua, com a capacidade de adequar a infraestrutura conforme a necessidade;
- Controle de recursos - o DCV, da mesma forma que permite o aumento de recursos, também permite que os recursos sejam reduzidos instantaneamente. Além disso, o data center virtual permite maior eficácia das políticas de segurança de dados, ao permitir a aplicação das regras de controle num ambiente centralizado;
- Segurança - A conexão segura, via computação em nuvem - somada aos mecanismos de segurança próprios - dos servidores alocados em diferentes lugares é a opção mais segura para a proteção dos dados.
- Redução de custos - Os custos com equipamentos de hardware são reduzidos exponencialmente. Menos equipamentos também significa economia de energia elétrica e mais espaço físico disponível nas companhias. [11]